# London París

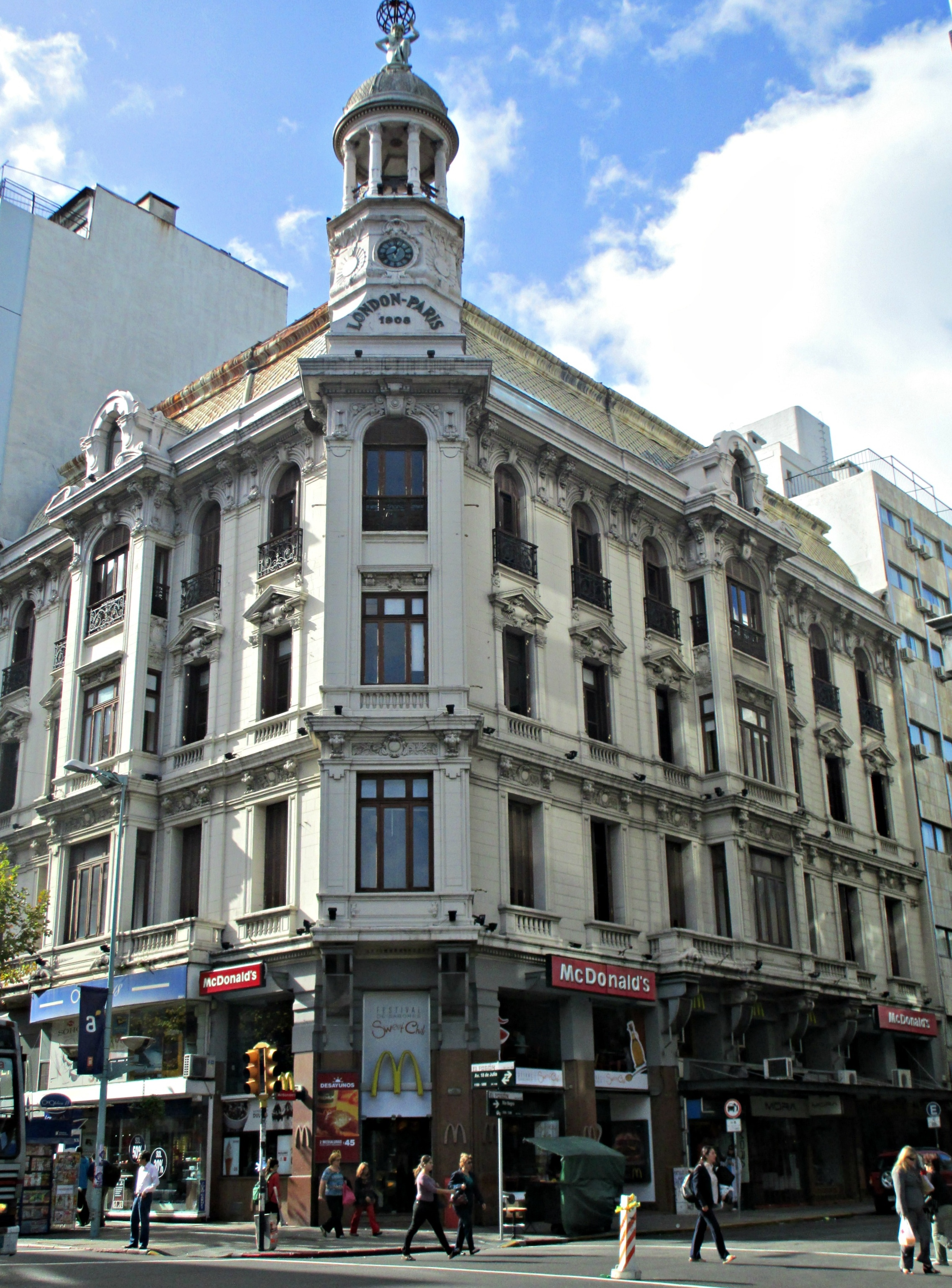
Edificio London París

London París was een warenhuis dat gevestigd was in een pand, gelegen op de kruising van 18 de Julio Avenue en Río Negro in Centro, Montevideo, Uruguay. Het warenhuis was actief tussen 1908 en 1966. Het gebouwd werd tussen 1905 en 1908 in een eclectische stijl gebouwd en wordt toegeschreven aan het ontwerp van de Britse architect John Adams en de Uruguayaan Julián Masquelez. 

## Geschiedenis
In 1890 gaf Standard Life opdracht tot de bouw van een gebouw op de hoek van 18 de Julio Avenue en Río Negro. De bouw begon in 1905. Het gebouw is ontworpen in eclectische stijl en was bij de opening in 1908 een van de eerste hoge gebouwen in Montevideo. Bovenop de toren staat een smalle zinken zuilvormige koepel met daarop een Atlas-figuur, het symbool van de verzekeringsmaatschappij Standard Life, destijds de grootste in Zuid-Amerika. De koepel is niet toegankelijk, aangezien er geen trappen naar dit niveau zijn. De drie klokken die de basis van de koepel sieren, zijn in feite onafhankelijke wijzerplaten met één centrale uurwerk.

### London París Warenhuis
Het gebouw staat bekend als het hoofdkantoor van het gelijknamige warenhuis, het eerste in zijn soort in Uruguay. Het werd in 1908 opgericht door Pedro Casterés en Juan Pedro Tapié, aanvankelijk op de begane grond en kelder van het voormalige Britse verzekeringsmaatschappij The Standard Life-gebouw, gelegen op 18 de Julio Avenue y Río Negro. In de volksmond stond het warenhuis bekend als El London en stond het bekend om zijn productcatalogus. Casterés kwam later met Standard overeen om uit te breiden naar de bovenste verdiepingen van het gebouw, en in 1915 werden de eerste bijgebouwen aan de Río Negro gebouwd, waardoor de vierkante meters op meer dan 5.000 m² uitkwam. In de jaren 1950 had Londen París zeven verdiepingen winkelruimte en twee kelders in gebruik en telde 1.100 werknemers, een vloot bestelwagens, een dokterspraktijk, verpleegsters en vertalers. Het richtte zich aanvankelijk op de luxe markt en introduceerde een restitutiebeleid zonder vragen. Het bedrijf importeerde Europese luxe producten en vermeed uitverkopen of kortingen, agentschappen of kleinere filialen. Tegen de jaren 1960 werd het geconfronteerd met een overtollige voorraad van $ 33 miljoen pesos en begon deze via evenementen met korting aan te bieden, de zogenaamde Multis. Sociale onrust, inflatie en overheidsingrijpen droegen bij aan de verslechtering van de winsten, wat uiteindelijk leidde tot de sluiting van de winkel in 1966. 

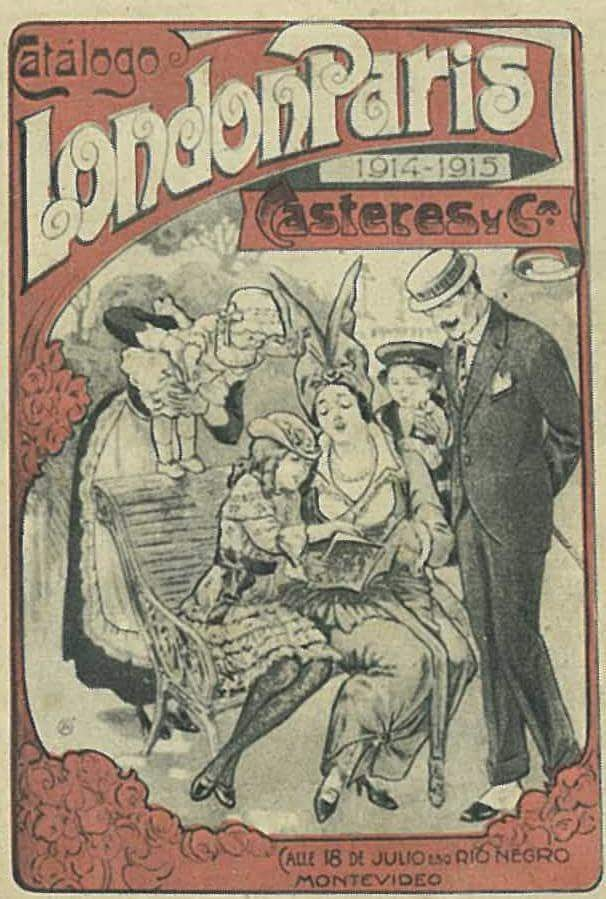
Warenhuis Londen París, catalogus 1914-1915

### Verbouwing en huidig gebruik
Na de sluiting van de vestiging van Londen París, vestigde zich in de jaren 1970 en 1980 ijssalon Papitos op de begane grond. In 1995 werd de begane grond verbouwd door de architecten Conrado Pinto, Alberto Valenti en Arturo Silva Montero. Vijf jaar later leidde Isaac Benito de restauratie van de bovenste verdiepingen. In 2008 werd het verkocht voor een waarde van $700.000. Het gebouw, oorspronkelijk ontworpen als woonhuis, bevat nu kantoorruimte en winkels. Op de begane grond is een McDonald's-restaurant gevestigd.

### Ontwerpcontroverse
Traditioneel wordt het ontwerp van het gebouw toegeschreven aan de Engelse architect en ingenieur John Adams, die ook de Verdi Room, het British Hospital en het Teatro Victoria ontwierp. In 2002 bracht César Loustau de mogelijkheid naar voren dat de bouw had kunnen worden uitgevoerd door Julián Masquelez, een Uruguayaanse architect opgeleid in Europa, en ontwerper van de Quinta Mendilaharsu aan de Avenida de las Instrucciones, de huidige thuisbasis van het Museo Nacional de Antropología (Nationaal Museum voor Antropologie). 